# Сажалка (річка)
Сажалка — річка в Україні, в Коростенському районі Житомирської області. Права притока Радчі (басейн Прип'яті).

## Опис
Довжина річки приблизно 3,9 км.

## Розташування
Бере початок у селі Стовпинці. Тече переважно на південний захід і впадає у річку Радчу, праву притоку Уборті.